# Актёр (Пикассо)
«Актёр» (фр. L'Acteur) — картина испанского и французского художника Пабло Пикассо, написанная маслом на холсте в Париже зимой 1904—1905 годов в начале розового периода. Хранится в Метрополитен-музее в Нью-Йорке. Размер картины — 196,2 × 115,3 см. 

## История

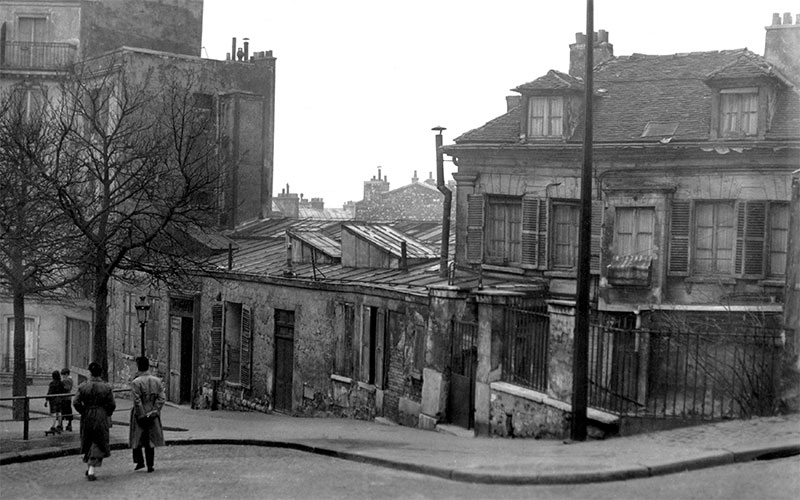
Бато-Лавуар. около 1910 года

В 1904 году Пикассо поселился в бедном квартале на Монмартре среди художников, бродячих циркачей и уличных артистов. Он жил в богемном общежитии в доме № 13 на улице Равиньян. Здание называли Бато-Лавуар (корабль-прачечная) из-за внешнего сходства с барками, на которых стирали бельё. Здесь Пикассо встретил Фернанду Оливье, высокую смуглую девушку, которая стала для него первой большой любовью. Жизнь с Фернандой постепенно вытеснила мрачные краски голубого периода. Пикассо, наконец, справился с депрессией. В его палитре появились розовые и золотисто-серые оттенки. Новыми героями картин стали странствующие комедианты, цирковые акробаты и атлеты. 

## Описание
На картине изображён актёр в розовом трико и в синих получулках. Он стоит спиной к зрителю. Его голова повёрнута вправо, рот приоткрыт. Актёр что-то декламирует, возможно, это стихи. Его большие глаза глубоко посажены под чёрными бровями. Грациозная удлинённая фигура и необычная игра рук напоминают работы голубого периода, которые своей манерой были похожи на картины испанского художника Эль Греко.

## Провенанс
Первым владельцем картины стал друг Пикассо, богатый франко-американский художник Фрэнк Бёрти Хавиланд. Затем её приобрёл Поль Леффманн, немецкий промышленник. В 1938 году его семья вынуждена была бежать из фашистской Германии сначала в Италию, а затем в Швейцарию. Леффманн нуждался в деньгах и продал картину дилерам Пикассо за 12 000 долларов. В 1952 году полотно было передано в дар Метрополитен-музею наследницей американского автомобильного магната Уолтера Крайслера Тельмой Крайслер Фой. 
В 2016 году наследник Леффманнов подал иск против Метрополитен-музея в федеральный суд США, требуя вернуть картину на том основании, что Леффманы продали ее под принуждением. В 2018 году судья Лоретта Преска из Окружного суда США Южного округа Нью-Йорка вынесла решение в пользу Метрополитена, постановив, что истец не может доказать, согласно законодательству штата Нью-Йорк, что картина была продана под принуждением. Апелляционный суд второго округа США подтвердил отказ на том основании, что иск был предъявлен слишком поздно (через 72 года после продажи работы и через 58 лет после ее передачи в дар художественному музею). 

## Повреждение
В 2010 году посетительница Метрополитен-музея, потеряв равновесие, упала прямо на картину, в результате чего в правом нижнем углу образовался разрыв холста длиной около 15 сантиметров. Картина была отправлена на реставрацию. Именно тогда эксперты обнаружили еще одну работу под слоем краски — пейзаж с водой, скалами и фигурой человека. Пейзаж был написан другим художником, скорее всего, одним из современников Пикассо.